# حفل توزيع جوائز الغولدن غلوب الأول
حفل توزيع جوائز الغولدن غلوب الأول هو حفل لتكريم أفضل الإنجازات في مجال الأفلام في سنة 1943، أُقيم يوم 20 يناير 1944 في إستوديوهات تونتيث سينتشوري فوكس بمدينة لوس أنجلس، كاليفورنيا.

## الفائزين

### أفضل فيلم
- أنشودة بيرناديت

### أفضل ممثل في دور رئيسي
- باول لوكاس عن فيلم مشاهدة نهر الراين

### أفضل ممثلة في دور رئيسي
- جنيفر جونز عن فيلم أنشودة بيرناديت

### أفضل ممثل في دور ثانوي في فيلم
- أكيم تاميروف عن فيلم لمن تقرع له الأجراس

### أفضل ممثلة في دور ثانوي في فيلم
- كاتينا باكسينو عن فيلم لمن تقرع له الأجراس

### أفضل مخرج
- هنري كينغ عن فيلم أنشودة بيرناديت

## وصلات خارجية
- حفل توزيع جوائز الغولدن غلوب الأول على موقع IMDb (الإنجليزية)